# Amanozako
Amanozako (天逆毎 hoặc 天狗神 (Thiên Nghịnh Mỗi và Thiên Cẩu Thần)/ "thiên đường đối lập mọi thứ", "tengu kami") là một nữ thần tàn ác được nhắc đến ở Kujiki, mà nói rằng cô bắt nguồn từ khi Susanoo để cho linh hồn hung dữ của chính mình tích tụ bên trong ông cho đến khi ông nôn bà ra.

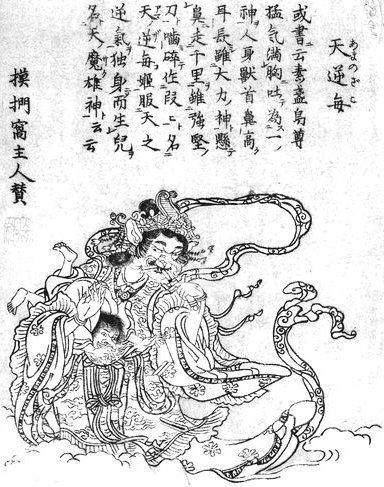
Amanozako như minh họa bởi Toriyama Sekien.

Như 8 triệu vị thần đồng loại của mình, Amanozako cư ngụ trên thiên đường.

## Cá tính
Wakan Sansai Zue mô tả vị thần này có một tính khí tức giận, một cái đầu quái thú với mũi dài, tai dài và những chiếc răng nanh to khỏe đến mức chúng có thể nhai những lưỡi kim loại rách nát và có khả năng bay cho một nghìn lý (dặm Trung quốc).
Amanozako đã được biết đến là một nữ thần đi ngược lại sự phù hợp và làm ngược lại những gì được mong đợi bởi xã hội và các chuẩn mực xã hội, và sẽ trở thành cơn thịnh nộ dữ dội nếu bà không đạt được điều mình muốn, hay nếu mọi thứ không theo ý mình. Cơn thịnh nộ của bà không thể dừng lại.
Về khả năng thần thánh của bà, các truyền thuyết và câu chuyện nói rằng Amanozako là một kẻ lừa bịp. Bà thích chiếm hữu trái tim của con người và thao túng cảm xúc và tính cách của họ.

## Lịch sử
Những câu chuyện về Amanozako đã được kể lại rất lâu trước khi lịch sử bắt đầu được ghi lại. Người ta nói rằng bà là vị thần tổ tiên của tất cả các yokai, những người có chung tính khí nóng nảy và không vâng lời. Một số yokai này bao gồm tengu, cũng như amanojaku.
Amanozako được minh họa bởi Toriyama Sekien trong tập thứ ba của Konjaku Gazu Zoku Hyakki.

## Gia tộc / Mối quan hệ
Amanozako được biết đến là đứa con mồ côi mẹ của thần Susanoo, vị thần của những cơn bão, từ văn bản.
Bà có một đứa con, là đứa mà do tính ương ngạnh, bướng bỉnh, cố chấp của bà mà bà nhận nuôi nó một mình. Amanosaku là con đẻ của Amanozako, được cho là tồi tệ và ngỗ nghịch y như bà. Hình như Amanosaku đã khiến cho 8 triệu vị thần phát điên, và chính vì thế, Amanosaku được cho là ông tổ của mọi sự độc hại, thù oán và khó khăn.